# Íhor Ohirko
Íhor Vasílovich Ohіrko (en ucraniano: І́гор Васи́льович Огі́рко; 14 de abril de 1952, pueblo de Lago Zborivski distrito, región de Ternópil) es un matemático ucraniano. Obtuvo, el doctorado en Ciencias, en 1990. Y, es profesor de excelencia en la Educación de Ucrania. Obtuvo el rango de coronel de cosacos ucranianos, por la Presidencia de Ucrania.

## Biografía
Estudió y se graduó en la Escuela Media número 11 de la ciudad. Vive en el pueblo Lysynychi. En 1974 se graduó en la Universidad im.Iv.Franka Leópolis (especializado en matemática aplicada). En 1978 en Leópolis defendió su tesis sobre métodos matemáticos de optimización y simulación. Trabajó en el Instituto de Problemas de aplicación de la Mecánica y Matemática de la Academia de Ciencias de Ucrania y la Universidad Estatal de Leópolis. Yves Franka. También trabajó como gerente de los métodos numéricos de mecánica. En 1990, en Kazán, defendió su tesis universitaria de desarrollo de un modelo de termoelasticidad no lineal, con el uso de métodos numéricos de optimización. 
Desde 1992, es profesor y Jefe del Departamento de matemática aplicadas, Instituto poligráfico ucraniano en el nombre de Ivan Fedorov (en la actualidad la Academia Ucraniana de impresión). Profesor de las ediciones electrónicas de la Academia Ucraniana de la impresión. Imparte cursos de matemáticas aplicadas, información para estudiantes de postgrado, tecnología de red, manejo de proyectos, modelado y software.
Fue galardonado con diplomas de la Academia Ucraniana de la impresión, la Comisión de Certificación Supremo de Ucrania , la Rada Suprema de Ucrania por las actividades científicas y pedagógicas.

## De investigación
Realiza investigación científica, con ecuaciones no lineales y diferenciales de termoelasticidad y técnicas de optimización. Tesis de doctorado dedicado al estudio de las conchas termoelástica utilizando métodos numéricos matemáticos. Investigación de las membranas y placas de material termosensible con respecto a la no linealidad geométrica. En la tesis doctoral investigó el estado de tensión-deformación de las estructuras bajo la influencia del poder y los factores de temperatura.Desarrollo el método de programación del operador. Se han utilizado la iteración y los métodos informáticos para la solución de ecuaciones diferenciales no lineales. Autor de 156 trabajos científicos, entre ellos tres monografías.
Autor del libro: "Optimización de la deformación de las formas impresas", "Modelación matemática de los formularios impresos, máquinas rotativas", "Matemática Aplicada". Cuenta con 12 certificados de derechos de autor de inventos . 
Miembro de dos consejos especializados en candidatos y tesis doctorales, la Academia Ucraniana de impresión y la Universidad Nacional de Leópolis. En 2002-2005 fue miembro de la Reunión Especializada de grado en Administración Pública en la Academia de Administración Pública de Ucrania (Leópolis). Miembro permanente del consejo editorial de las colecciones científicas de trabajos científicos "Impresión y publicación", "toma nota de la Academia Ucraniana de impresión." Desde 2005 hasta 2008 fue jefe de la Comisión Nacional Examinatoria en la universidad de Leópolis en el nombre de Iván Frankó especializado en la cibernéticas económicas y matemáticas aplicadas. Bajo su liderazgo, defendió su tesis especializada en la Zahura F.I. "24.00.01 - Juegos Olímpicos y el deporte profesional"

## Obra

### Algunas publicaciones
- I. V. Ohirko, J. I. Dub, Yasinskiy: Spannungszustand der Photopolymer-Druckform. Lemberg, FMI, 1987.

- R. S. Kuropas', I. V. Ohirko: Optimierung der Deformation der Druckform auf Basis der Schalentheorie. Lemberg, LSU, 1987.

- I. V. Ohirko, B. E. Irkha: A study of the elastic deformations in a thermoelastic inhomogeneous solid of revolution. In: Journal of Mathematical Sciences v. 79, n.º 6, Springer, 1996, p. 1469–1471, doi 10.1007/BF02362808.

- I. V. Ohirko, V. I. Zapotochnyi: The stress-strain state of screen photopolymer plates. In: Soviet Materials Science v. 22, n.º 6, 1987, p. 640–643, doi 10.1007/BF00718123.

- I. V. Ohirko: Temperature field, optimum with regard to stresses, in a local region of a flexible structure. In: Strength of Materials v. 18, n.º 2, 1986, p. 209–213, doi 10.1007/BF01522557.

- I. V. Ohirko: Temperature Field in the Local Region of a Flexible Structure. In: Problemy Prochnosti v. 18, n.º 2, 1986, p. 69–72, doi 10.1007/BF01522557.

- D. P. Kucherov, I. V. Ohirko, O. I. Ohirko, T. I. Golenkovskaya: Neural Network technologies for recognition characters. Electronics and control systems. National Aviation University, n.º 4 (46). 2015. p. 65–71. ISSN 1990-5548.

- Ihor Ohirko, Michaił Yasinsky, Ludmiła Yasinska-Damri, Olga Ohirko: Models of Geometrical Optics and Lenticular Printing. In: Computer Technologies of Printing v. 2. Ukrainische Akademie für Druckwesen. 2015. p. 205–213, ISSN 2411-9210

- W. Wysoczansky, A. Oliejnik, I. Ohirko et al.: Mathematical modelling of diffusion processes in the shale gas production technology. Institut für Hochbau, Staatliche Hochschule Papst Johannes Paul II., Telectron International, Warschau 2016, p. 22.

- Ohirko I. V., Ohirko O. I., Yasinska-Damri L. M., Yasinskyi M. F. Information technologies and models of corrosion measurement for surface layers of metals.  Scientific Papers Ukrainian Academy of Printing. 2016 .N.º 1 (52)  p. 69–77. ISSN 1998-6912